# M83 (groupe)
Pour les articles homonymes, voir M83 et Anthony Gonzalez.
M83 est un groupe de musique français originaire d’Antibes (Alpes-Maritimes) et actuellement basé à Los Angeles (Californie), créé en 1999 par les musiciens multi-instrumentistes Anthony Gonzalez et Nicolas Fromageau.
Après la tournée de leur album Dead Cities, Red Seas and Lost Ghosts, Nicolas Fromageau quitte le projet en 2004 et Anthony Gonzalez maintient la flamme du groupe en solo. Après avoir publié trois autres albums (Before The Dawn Heals Us, DSVI et Saturdays=Youth), il part en 2010 à Hollywood où il sort un an plus tard Hurry Up, We're Dreaming, qui reçoit un succès mondial et une nomination aux Grammy's de 2013 pour le meilleur album de musique alternative.
M83 est d'abord connu pour son single numéro un Midnight City, mais également pour Wait, Outro, My Tears Are Becoming a Sea, Solitude ou encore Oceans Niagara. Les disques du groupe ont été publiés par plusieurs labels, dont les Britanniques Mute Records (BMG) et Virgin Records (UMG) et les parisiens Naïve Records (Believe) et Gooom Disques. En 2023, il crée son propre label : Other Suns, pour la publication de Fantasy. Aujourd'hui M83 fait partie du cercle assez fermé des groupes français connus à l'international, tels que Daft Punk, Ofenbach, Air, Phoenix ou Justice.
Le style musical électronique du groupe se caractérise par un layering dense guitaristique et synthétique, une utilisation intensive de réverbérations (reverbs) et des paroles, en anglais comme en français, souvent chantées doucement dans un style dream pop, rappelant un sentiment mélancolique, nostalgique. Anthony Gonzalez s'inspire des facettes culturelles et musicales des années 1980, utilisant des instruments symboliques de cette époque (Roland TR-808, Jupiter-8...). Il a également été influencé par des artistes tels que My Bloody Valentine, Smashing Pumpkins, Depeche Mode, Jean-Michel Jarre et Tangerine Dream. Le style de ses chansons est décrit comme faisant partie des genres New wave, Shoegazing, Chiptune, Synthpop, Synthwave, Ambient ou encore Chillwave,.

## Biographie
Anthony Gerard Gonzalez, né le 13 décembre 1980, a grandi à Antibes, près de Nice, dans les Alpes-Maritimes, avec son grand frère Yann. La famille est passionnée dans le football, leur grand-père maternel étant l'ancien international français Laurent Robuschi. Dans son adolescence, Gonzalez jouait en DH (Ligue régionale) avec Antibes, et a même fait quelques essais à l’AS Cannes, mais étant trop jeune et avec un « pépin au genou à 14 ans », ce sport devient un loisir. C’est à ce moment-là qu'il découvre la guitare, la musique lui paraissait être « une voie beaucoup moins aléatoire et compétitive que le foot ».
Le frère d'Anthony, Yann Gonzalez, est un réalisateur français. M83 a d'ailleurs composé la bande originale de plusieurs de ses films dont Un couteau dans le cœur (2018) avec Vanessa Paradis.
Le nom du groupe s'inspire de la galaxie M83, proche du Groupe local. Ils formaient avant cela, au lycée, un groupe post-rock appelé My Violent Wish.

### M83etDead Cities, Red Seas and Lost Ghosts(2001 – 2004)

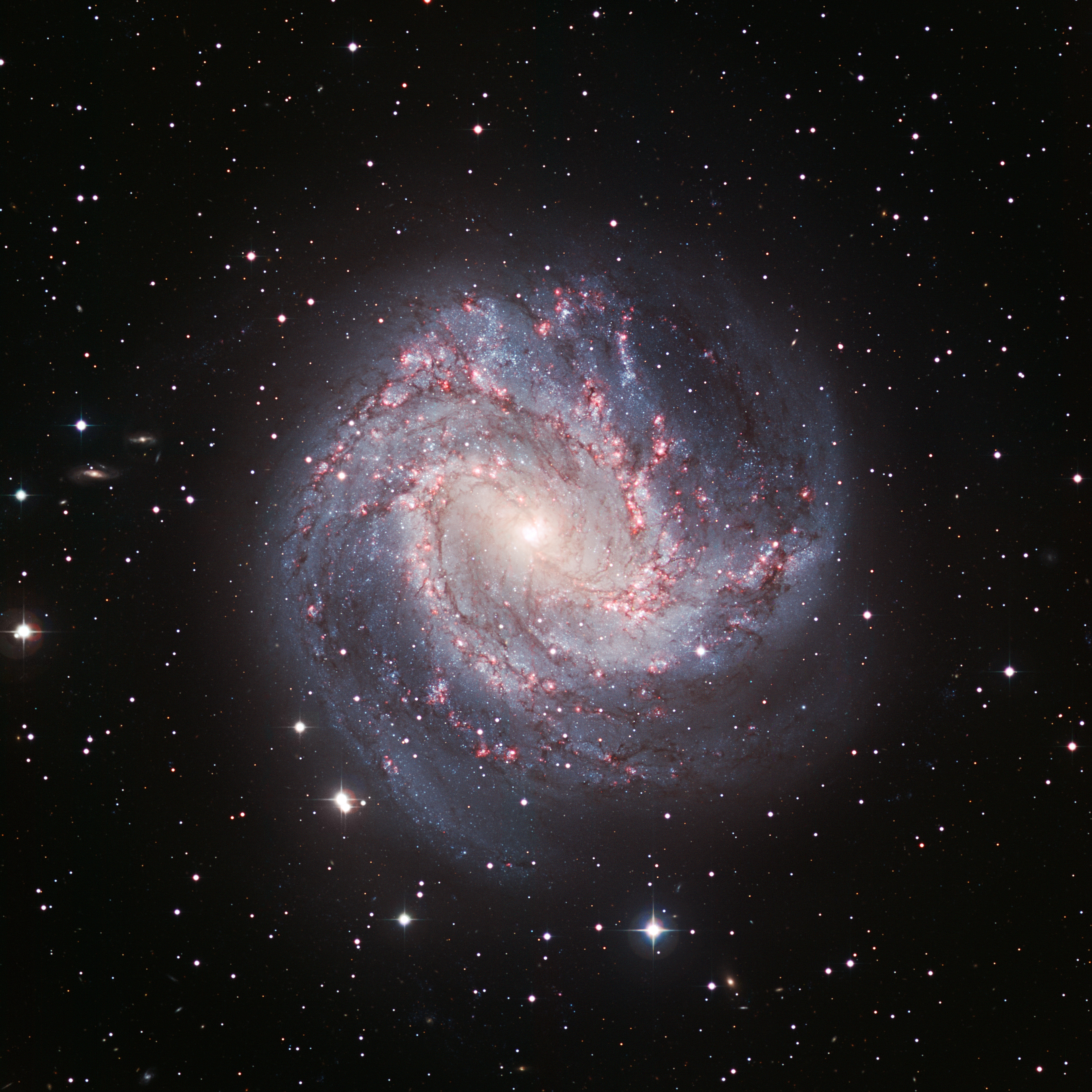
La galaxie spirale intermédiaire M83, qui a inspiré Fromageau et Gonzalez pour le nom du groupe.

Au printemps 2001, M83 enregistre à l'aide de Gooom Disques un premier album : M83, portant le même nom que le groupe. Il n'a pas attiré beaucoup d'attention en dehors d'Europe jusqu'en septembre 2005, quand le label le réédite pour une sortie mondiale. Ils rencontrent le succès critique international avec leur deuxième album intitulé Dead Cities, Red Seas and Lost Ghosts, sorti au printemps 2003 et à l'été 2004 en Amérique du Nord. À l'issue de leur tournée mondiale qui accompagne la sortie de l'album, Nicolas Fromageau quitte le groupe et fondera plus tard Team Ghost, en 2009.

### Before the Dawn Heals Us(2005)
Après s'être tourné vers le label Mute, Anthony Gonzalez retourne au studio pour enregistrer le troisième album intitulé Before the Dawn Heals Us, sorti en janvier 2005. La même année, M83 réalise un remix de The Pioneers de Bloc Party, inclus dans l'album de remixes de Bloc Party : Silent Alarm Remixed. M83 remixe également les titres Protège-moi de Placebo, Black Cherry de Goldfrapp, Suffer Well de Depeche Mode et Vila Attack de The Bumblebeez.

### Digital Shades Vol. 1(2007)
En 2006, après la tournée aux États-Unis pour la sortie de l'album, Anthony Gonzalez enregistre une collection de titres dans une veine plus ambient. Ces titres sont enregistrés dans son home studio avec l'aide d'Antoine Gaillet. Ce projet appelé Digital Shades Vol. 1 fait l'objet d'un album qui sort en septembre 2007, avec une pochette illustrée par Laurent Fetis (connu pour son travail dans le monde du polar et des chroniques de concert pour la presse spécialisée).

### Saturdays=Youth(2008 – 2010)
Le cinquième album, Saturdays = Youth, sort en avril 2008. Il est enregistré avec Ken Thomas (qui a travaillé pour Sigur Rós, The Sugarcubes, Boys in a Band, Cocteau Twins et Suede), Ewan Pearson (qui a produit Tracey Thorn, The Rapture et Ladytron) et Morgan Kibby (du groupe The Romanovs). La tonalité de l'album est clairement influencée par les années 1980. Le titre We Own The Sky sera choisi pour ouvrir le film de snowboard That’s It That’s All (réalisé en 2008 par Curt Morgan, avec entre autres les riders Travis Rice et Nicolas Müller).
En 2008, Anthony Gonzales déclare avoir été inspiré par Kate Bush dans le recrutement de Morgan Kibby. En effet, c'est parce qu'il a trouvé une similitude dans le style de sa voix avec la chanteuse anglaise, qu'il a choisi de travailler avec Morgan.
En 2008 et 2009, M83 effectue une tournée mondiale, les conduisant à assurer les premières parties de groupes tels que les Kings of Leon pour leur tournée britannique (décembre 2008), The Killers pour leur tournée aux États-Unis (janvier-février 2009) et Depeche Mode pour leur tournée en Italie, en Allemagne et en France. En juillet 2009, le groupe est à l'affiche du Fuji Rock Festival au Japon.
En janvier 2010, Anthony Gonzalez déménage à Los Angeles, dans le quartier de Hollywood,. En 2010 toujours, la bande originale du film L'Autre Monde de Gilles Marchand intègre certaines chansons de M83 (In the Cold I'm Standing, Farewell Goodbye, Facing That et Violet Tree) ainsi que deux inédits (Black Hole et Marions's Theme). Le morceau Graveyard Girl de l'album apparaît notamment dans le film La Dernière Chanson de Julie Anne Robinson et Too Late est présent dans la série américaine Gossip Girl dans l'épisode 12 de la saison 3.

### Hurry Up, We're Dreaming(2011 – 2015)
En octobre 2011, le groupe sort Hurry Up, We're Dreaming, son premier double-album, porté par le single Midnight City. Ce dernier a été mis en image par le duo Fleur et Manu, déjà réalisateurs de clips pour Sébastien Tellier ou Tricky. Le magazine Pitchfork lui attribue la note de 9,1 sur 10, et en fait l'un des albums de l'année. En décembre 2011, Pitchfork publie les 100 meilleures chansons de l'année et Midnight City se classe no 1. Ce même titre arrive en tête du classement des lecteurs du site Stereogum et à la 10e place du NME. Enfin, l'album arrive en tête du magazine Filter Magazine, en 3e position du magazine Pitchfork et à la 12e place de Stereogum.
L'album est nommé aux Grammy's de 2013 pour le meilleur album de musique alternative et le remix du titre par Eric Prydz est nommé aux Grammy Awards dans la catégorie meilleur enregistrement remixé (Best Remixed Recording, Non-Classical),.
Le titre This Bright Flash tiré de l'album figure au générique et sur la bande originale du film Chronicle. De même, en 2011, les chansons Intro, Outro et My Tears are Becoming a Sea sont présentes sur la bande originale du film The Art of Flight de Curt Morgan. Le titre Midnight City est également utilisé pour le générique de début de chaque épisode de la deuxième saison de la série Made in Chelsea diffusé en 2011 sur la chaîne britannique Channel 4. Ce même morceau illustre également la scène finale d'un des épisodes de la seconde saison de la série How to Make It in America. Il a également été utilisé dans le film Warm Bodies sorti en 2013. Le titre Outro est utilisé en fin du tout premier trailer du film Cloud Atlas, de la famille Wachowski et Tom Tykwer ainsi que dans l'une des campagnes de Red Bull. Le titre Wait est quant à lui repris dans un des épisodes de la première saison de la série Under the Dome.
En 2012, la chanson Midnight City est utilisée par un mouvement de jeunesse de l'extrême droite française en soutien à la campagne de Marine Le Pen pour les élections présidentielles,. Si Anthony Gonzalez a réagi en dénonçant tout amalgame avec le Front national, le parti a réfuté un quelconque lien avec l'auteur de la vidéo postée sur le site YouTube sous pseudonyme. La chanson est par ailleurs utilisée comme générique et habillage sonores lors des retransmissions télévisuelles des matchs de l'Euro 2012 sur TF1. Cette utilisation, qui coïncide avec une tournée française, a pour effet d'engendrer un phénomène particulier, puisque les ventes du single atteignent en France des scores importants en quelques semaines ; ce phénomène est renforcé par l’utilisation de la chanson, à l'automne, dans une publicité. Et fort de tout ceci, Midnight City se retrouve alors classé parmi les meilleures ventes de singles, et ce un an après sa sortie, alors qu'initialement, ce titre n'avait connu qu'un succès d'estime sur le territoire français. Reunion est le deuxième single extrait de l'album, la vidéo est là encore réalisée par Fleur et Manu et constitue une suite au clip de Midnight City. Une troisième vidéo, qui constitue la fin de la trilogie de clips filmés par Fleur & Manu pour M83, illustre le titre Wait, et sort en décembre 2012.
En 2013, le groupe compose la bande originale du film de science-fiction Oblivion de Joseph Kosinski avec Tom Cruise ; une partition fortement inspirée par le style musical de Hans Zimmer, et plus particulièrement par les compositions que ce dernier créa pour le film Inception. La même année, le groupe compose la musique du film Les Rencontres d'après minuit réalisé par Yann Gonzalez, le frère du cofondateur du groupe, Anthony Gonzalez. Le film est présenté lors du Festival de Cannes, en Séance Spéciale à la Semaine de la Critique, et sort dans les salles françaises le 13 novembre 2013. En 2014, l'inédit I Need You figure dans la bande originale du film Divergente sorti en avril. À la fin du film canadien Les Sœurs Anderson (2014) réalisé par Stanley M. Brooks, on peut entendre la chanson Wait. À l'occasion de la sortie de Nos étoiles contraires, qui est tiré de l'œuvre de John Green, la chanson Wait figure à plusieurs reprises dans la bande originale. Cette chanson parait également dans la bande-annonce du film d'Angelina Jolie Invincible (2015).
Le 17 mars 2015 est publié le trailer du court-métrage Interstellar Movie Time Capsule Film, dont le groupe a composé la musique Glory, en collaboration avec Jean-Michel Jarre. La même année sort la suite de Divergente, dont la bande originale est notamment composé du titre Holes In The Sky, interprété par M83 et Haim. Le titre Outro est utilisé pour le générique de la série Versailles diffusée sur la chaîne française Canal+. Plusieurs titres de M83 dont Outro, We Own the Sky, Wait, ou My Own Strange Path, sont également utilisés dans le film Suburra de Stefano Sollima,et le morceau My Tears Are Becoming a Sea est utilisé pour le film Prémonitions d'Afonso Poyart.
Le single Midnight City peut être écouté sur la station de radio Non Stop Pop FM du jeu vidéo GTA V[réf. nécessaire].

### Junk(2016)
En 2016, après avoir annoncé une nouvelle tournée mondiale et joué Do it, Try It le premier extrait de son nouvel album en avant-première sur BBC Radio 1, il sort un nouvel album : Junk,,,,.

### Digital Shades Vol. II(2019 – 2022)
DSVII (abréviation de Digital Shades Vol. II ) est le huitième album studio du groupe de musique électronique français M83, sorti le 20 septembre 2019 par Naïve et Mute Records. C'est la suite de l'album Digital Shades Vol. 1, publié en 2007.
En 2020, la série originale norvégienne Ragnarok de Netflix utilise le titre Midnight City au début du premier épisode de la saison 1 et Outro à la fin du même épisode et du dernier épisode de la même saison.
En 2021, pour célébrer le 10ᵉ anniversaire de Hurry Up, We're Dreaming, M83 a annoncé une réédition en édition limitée de l'album. Le disque, qui est pressé sur du vinyle orange transparent et accompagné d'une nouvelle pochette, sort le 15 avril via Mute Records. Anthony Gonzalez célèbre la nouvelle en partageant un nouveau clip pour la chanson My Tears Are Becoming a Sea.

### Fantasy(2023)
Le travail sur le prochain album a commencé en 2021, avec Gonzalez, Kaela Sinclair, Joe Berry et Justin Meldal-Johnson à la recherche d'une sensation qui rappelle l'énergie de Before the Dawn Heals Us et qui souligne l'interaction entre guitare et synthés. Pensé comme un jam, il est censé être l'album « le plus personnel à ce jour » d'Anthony Gonzalez.
M83 sort le 10 janvier 2023 le single Oceans Niagara, accompagné d'un clip réalisé par son son frère Yann Gonzalez. Puis le 17 mars 2023, son neuvième album studio : Fantasy, accompagné du slogan « Are you ready for a new adventure ? ». Le disque est publié sur son propre label baptisé Other Suns et créé cette même année. Une tournée en Amérique du Nord et en Europe a suivi, le groupe passe une grande partie de l'année à la réaliser,.

## Membres

### Membres actuels

#### Studio
- Anthony Gonzalez – chant, chœurs, instruments, programmation, arrangement, mixage audio, production musicale (depuis 1999)

#### Live
- Anthony Gonzalez – chant, synthétiseur, clavier, guitare, basse (depuis 1999)
- Kaela Sinclair – clavier, chœurs (depuis 2016)
- Joe Berry – piano, synthétiseur, EWI, saxophone (depuis 2016)
- Théophile Antolinos – guitare (depuis 2023)
- Clément Libes – basse, violon (depuis 2023)
- Julien Aoufi – batterie (depuis 2023)

### Anciens membres

#### Studio
- Nicolas Fromageau – clavier, synthétiseur, arrangement, programmation, mixage audio, production musicale (1999 – 2004)
- Morgan Kibby – chant, piano, clavier (2008-2015)
- Loïc Maurin – batterie, percussions, guitare, basse, clavier (2004-2016)

#### Live
- Ludovic Morillon – batterie (2004)
- Philippe Thiphaine – guitare (2004 – 2005)
- Stéphane Bouvier – basse (2004 – 2005)
- Loïc Maurin – batterie, percussions, guitare, basse, clavier (2004 – 2016)
- Pierre-Marie Maulini – guitare, chœurs, clavier, percussions (2008 – 2009)
- Jonathan Bates – guitare, basse (2009)
- Morgan Kibby – chant, piano, clavier (2008 – 2015)
- Ian Young – saxophone (2011 – 2016)
- Jordan Lawlor – guitare, chœurs (2011 – 2016)

## Discographie

### Remixes
- 2000 : Steve & Rob – Wallis & Futuna
- 2003 : Kids Indestructible – Trans-Pennine Express
- 2004 : Goldfrapp – Black Cherry
- 2004 : Abstrackt Keal Agram – Jason Lytle
- 2004 : Placebo – Protège Moi
- 2004 : Bumblebeez 81 – Vila Attack
- 2005 : Bloc Party – Pioneers
- 2006 : Telex – How Do You Dance
- 2006 : Depeche Mode – Suffer Well
- 2007 : Fortune – Mission
- 2008 : Midnight Juggernauts – Shadows"
- 2008 : Maps – To the Sky
- 2008 : Van She – Kelly
- 2008 : Fires of Rome – Set in Stone
- 2008 : Fires of Rome – I'm In Love With The Shine Of Your Saliva
- 2009 : White Lies – Nothing to Give
- 2010 : Deftones – Rocket Skates
- 2011 : Daft Punk - Fall (w/Big Black Delta)

### Classement albums studio
| M83                                                                | - Sortie : 18 avril 2001 - Label : Gooom, Mute - Format : CD, Téléchargement digital                                     | —   | —  | —  | —  | —  | —  | —  | —  | —   | —   |
| Dead Cities, Red Seas and Lost Ghosts                              | - Sortie : 14 avril 2003 - Label : Gooom, Mute - Format : CD, téléchargement digital                                     | 116 | —  | —  | —  | —  | —  | —  | —  | —   | —   |
| Before the Dawn Heals Us                                           | - Sortie : 24 janvier 2005 - Label : Gooom, Mute - Format : CD, téléchargement digital                                   | 103 | —  | —  | —  | —  | —  | —  | —  | 166 | —   |
| Digital Shades Vol. 1                                              | - Sortie : 3 septembre 2007 - Label : Mute - Format : CD, téléchargement digital                                         | —   | —  | —  | —  | —  | —  | —  | —  | —   | —   |
| Saturdays = Youth                                                  | - Sortie : 11 avril 2008 - Label: Mute - Format: CD, téléchargement digital                                              | 173 | —  | —  | —  | —  | —  | —  | —  | —   | 107 |
| Hurry Up, We're Dreaming                                           | - Sortie : 18 octobre 2011 - Label : Naïve - Format : CD, Vinyle, téléchargement digital                                 | 38  | 37 | 30 | 58 | 70 | 53 | 18 | 65 | 44  | 15  |
| Junk                                                               | - Sortie : 8 avril 2016 - Label : Naïve - Format : CD, Vinyle, téléchargement digital                                    | —   | —  | —  | —  | —  | —  | —  | —  | —   | —   |
| DSVII                                                              | - Sortie : 20 septembre 2019 - Label : Mute Records - Format : CD, Vinyle, téléchargement digital                        | —   | —  | —  | —  | —  | —  | —  | —  | —   | —   |
| Fantasy                                                            | - Sortie : 17 mars 2023 - Label : Others Suns, Virgin Records France, Mute - Format : CD, Vinyle, téléchargement digital | 58  | —  | —  | —  | —  | —  | —  | —  | —   | —   |
| « — » signifie que l'album n'est pas sorti ou classé dans le pays. | |     |    |    |    |    |    |    |    |     |     |

### Classement singles
| Slowly/Sitting                                                       | 2002 | — | —  | —  | —  | —   | —  | —  |                  | M83                                   |
| Run into Flowers                                                     | 2003 | — | —  | —  | —  | 199 | —  | —  |                  | Dead Cities, Red Seas and Lost Ghosts |
| 0078h                                                                | 2003 | — | —  | —  | —  | —   | —  | —  |                  | Dead Cities, Red Seas and Lost Ghosts |
| America                                                              | 2004 | — | —  | —  | —  | —   | —  | —  |                  | Dead Cities, Red Seas and Lost Ghosts |
| A Guitar and a Heart / "Safe"                                        | 2004 | — | —  | —  | —  | —   | —  | —  |                  | Before the Dawn Heals Us              |
| Don't Save Us from the Flames                                        | 2005 | — | —  | —  | —  | 86  | —  | —  |                  | Before the Dawn Heals Us              |
| Teen Angst                                                           | 2005 | — | —  | —  | —  | 86  | —  | —  |                  | Before the Dawn Heals Us              |
| Couleurs                                                             | 2008 | — | —  | —  | —  | —   | —  | —  |                  | Saturdays = Youth                     |
| Graveyard Girl                                                       | 2008 | — | —  | —  | —  | —   | —  | —  |                  | Saturdays = Youth                     |
| Kim & Jessie                                                         | 2008 | — | —  | —  | —  | —   | —  | —  |                  | Saturdays = Youth                     |
| We Own the Sky                                                       | 2008 | — | —  | —  | —  | —   | —  | —  |                  | Saturdays = Youth                     |
| Black Hole                                                           | 2010 | — | —  | —  | —  | —   | —  | —  |                  | Single seulement                      |
| Midnight City                                                        | 2011 | 8 | 37 | 32 | 18 | 34  | 72 | 5  | - RIAA : Platine | Hurry Up, We're Dreaming              |
| Reunion                                                              | 2012 | — | —  | —  | —  | —   | —  | 37 |                  | Hurry Up, We're Dreaming              |
| « — » signifie que le single n'est pas sorti ou classé dans le pays. |      |   |    |    |    |     |    |    |                  |                                       |